# Ровеньківська єпархія УПЦ (МП)
Ровеньківська і Свердловська єпархія — єпархія Української православної церкви Московського патріархату. 31 травня  2022 року на зборах єпархії було заявлено, що єпархія залишається під омофором патріарха РПЦ Кирила Ґундяєва та зупиняє поминання за богослужінням митрополита Онуфрія.

## Територія єпархії
Єпархія охоплює територію Антрацитівського, Сорокинського, Лутугинського, Довжанського районів та навколишніх міст обласного підпорядкування на півдні Луганської області.

## Історія
24 листопада 2009 року рішенням Священного синоду УПЦ МП створено Ровеньківське вікаріатство Луганської єпархії.
5 січня 2013 року була створена самостійна Ровеньківська єпархія шляхом виділення зі складу Луганської в межах Антрацитівського, Сорокинського, Лутугинського і Довжанського районів і прилягаючих міст обласного підпорядкування Луганської області.
Війна на сході України, яка розпочалася в 2014 році, зачепила і Ровеньківську єпархію.

## Єпископи
Ровеньківське вікаріатство Луганської єпархії
- Володимир (Орачов) (24 листопада 2009 — 23 грудня 2010)
- Никодим (Барановський) (20 липня 2012 — 5 січня 2013)

Ровеньківська єпархія
- Пантелеймон (Поворознюк) (5 січня 2013 - 17 серпня 2021)
- Аркадій (Таранов) ( з 17 серпня 2021)